# Edoardo Frau
Edoardo Frau (Asiago, 24 giugno 1980) è uno sciatore d'erba italiano.
È l'atleta italiano più titolato nella storia di questa disciplina dall'avvento della coppa del mondo. Da un decennio è l'unico vero antagonista dell'atleta ceco Jan Nemec, altro grande interprete della specialità. Gareggia per il Centro sportivo olimpico dell'Esercito.

## Palmarès

### Mondiali sci d'erba
- 15 medaglie:
  - 2 ori (supergigante a Dizin 2005; gigante ad Goldingen 2011);
  - 5 argenti (combinata a Dizin 2005; supercombinata ad Goldingen 2011); gigante, supergigante, supercombinata a Shichikashuku Miyagi 2013);
  - 8 bronzi (slalom, gigante a Dizin 2005; combinata, gigante a Orlickych Horach 2007; supercombinata, gigante, supergigante a Rettenbach 2009; slalom a Shichikashuku Miyagi 2013).

### Mondiali juniores sci d'erba
- 11 medaglie:
  - 4 ori (supergigante a Müstair 1997; slalom, combinata, gigante a Nakoyama 2000)
  - 3 argenti (slalom, gigante, combinata a Forni di Sopra 1999)
  - 4 bronzi (combinata, gigante a Müstair 1997; supergigante a Forni di Sopra 1999; supergigante a Nakoyama 2000).

### Campionati Italiani di sci d'erba
- 29 medaglie:
  - 14 ori
  - 9 argenti
  - 6 bronzi

### Coppa del Mondo di sci d'erba
- Vincitore della Coppa del Mondo di sci d'erba nel 2009, 2013, 2014, 2017, 2018, 2019.
  - 53 vittorie;
  - 48 secondi posti;
  - 34 terzi posti;

#### Coppa del Mondo - vittorie
| Data              | Luogo           | Paese     | Disciplina     |
| ----------------- | --------------- | --------- | -------------- |
| 20 agosto 2006    | České Petrovice | Rep. Ceca | Gigante        |
| 1º settembre 2006 | Forni di Sopra  | Italia    | Supergigante   |
| 2 settembre 2006  | Forni di Sopra  | Italia    | Gigante        |
| 13 luglio 2007    | Dizin           | Iran      | Gigante        |
| 14 settembre 2007 | Rettenbach      | Austria   | Combinata      |
| 5 luglio 2008     | Čenkovice       | Rep. Ceca | Gigante        |
| 7 agosto 2008     | Dizin           | Iran      | Supergigante   |
| 17 agosto 2008    | Marbachegg      | Svizzera  | Gigante        |
| 6 settembre 2008  | Forni di Sopra  | Italia    | Gigante        |
| 11 luglio 2010    | Goldingen       | Svizzera  | Supergigante   |
| 4 giugno 2011     | Marbachegg      | Svizzera  | Gigante        |
| 16 settembre 2011 | Forni di Sopra  | Italia    | Gigante        |
| 7 luglio 2012     | Předklášteří    | Rep. Ceca | Gigante        |
| 12 agosto 2012    | San Sicario     | Italia    | Supergigante   |
| 24 agosto 2012    | Dizin           | Iran      | Supergigante   |
| 25 agosto 2012    | Dizin           | Iran      | Gigante        |
| 1º settembre 2012 | Rettenbach      | Austria   | Supergigante   |
| 1º settembre 2012 | Rettenbach      | Austria   | Supercombinata |
| 2 settembre 2012  | Rettenbach      | Austria   | Slalom         |
| 6 luglio 2013     | Předklášteří    | Rep. Ceca | Supercombinata |
| 13 luglio 2013    | Faqra           | Libano    | Gigante        |
| 14 luglio 2013    | Faqra           | Libano    | Slalom         |
| 21 luglio 2013    | Kaprun          | Austria   | Gigante        |
| 18 luglio 2014    | Kaprun          | Austria   | Supergigante   |
| 20 luglio 2014    | Kaprun          | Austria   | Gigante        |
| 22 agosto 2014    | Rettenbach      | Austria   | Supergigante   |
| 6 settembre 2014  | Předklášteří    | Rep. Ceca | Gigante        |
| 31 maggio 2015    | Rettenbach      | Austria   | Supergigante   |
| 5 luglio 2015     | Předklášteří    | Rep. Ceca | Slalom         |
| 15 agosto 2015    | Marbachegg      | Svizzera  | Slalom         |
| 16 agosto 2015    | Marbachegg      | Svizzera  | Slalom         |
| 21 agosto 2015    | Kaprun          | Austria   | Supergigante   |
| 23 agosto 2015    | Kaprun          | Austria   | Gigante        |
| 4 giugno 2016     | Rettenbach      | Austria   | Gigante        |
| 10 luglio 2016    | Kaprun          | Austria   | Gigante        |
| 10 giugno 2017    | Rettenbach      | Austria   | Gigante        |
| 16 giugno 2018    | Rettenbach      | Austria   | Gigante        |
| 17 giugno 2018    | Rettenbach      | Austria   | Supergigante   |
| 28 luglio 2018    | Montecampione   | Italia    | Gigante        |
| 18 agosto 2018    | Cesana          | Italia    | Supercombinata |
| 18 agosto 2018    | Cesana          | Italia    | Supergigante   |
| 19 agosto 2018    | Cesana          | Italia    | Gigante        |
| 15 settembre 2018 | Sauris          | Italia    | Supercombinata |